# Jeffrey Bewkes

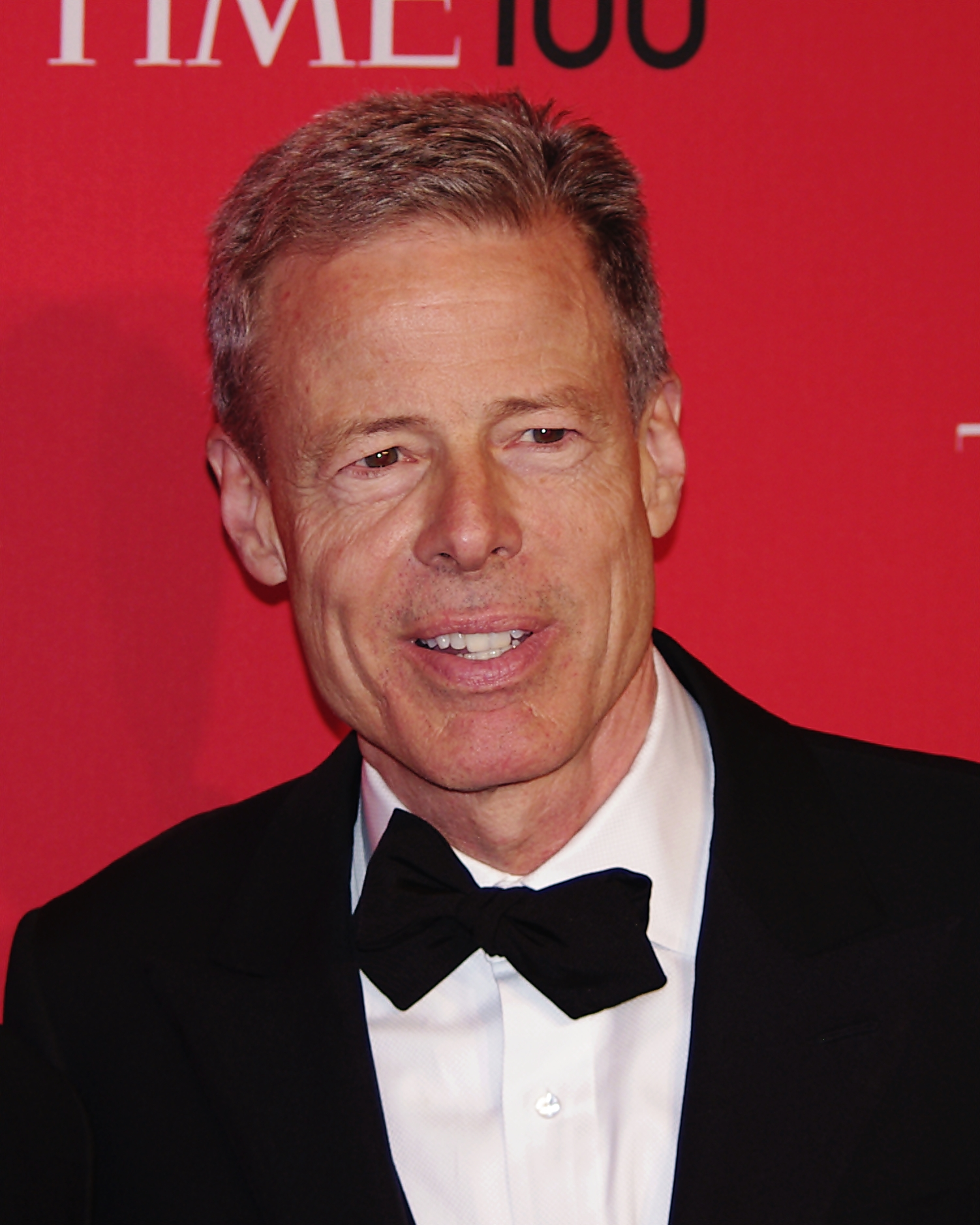
Jeff Bewkes em 2012.

Jeffrey Bewkes Lawrence (Paterson, Nova Jersey 25 de maio de 1952) é um executivo de mídia norte-americano. Ele atuou como CEO da Time Warner desde 1 de janeiro de 2008 e como presidente desde dezembro de 2005. Em 1 de janeiro de 2009 ele se tornou presidente do conselho , além de suas outras tarefas.